# Atalaia (arquitetura)

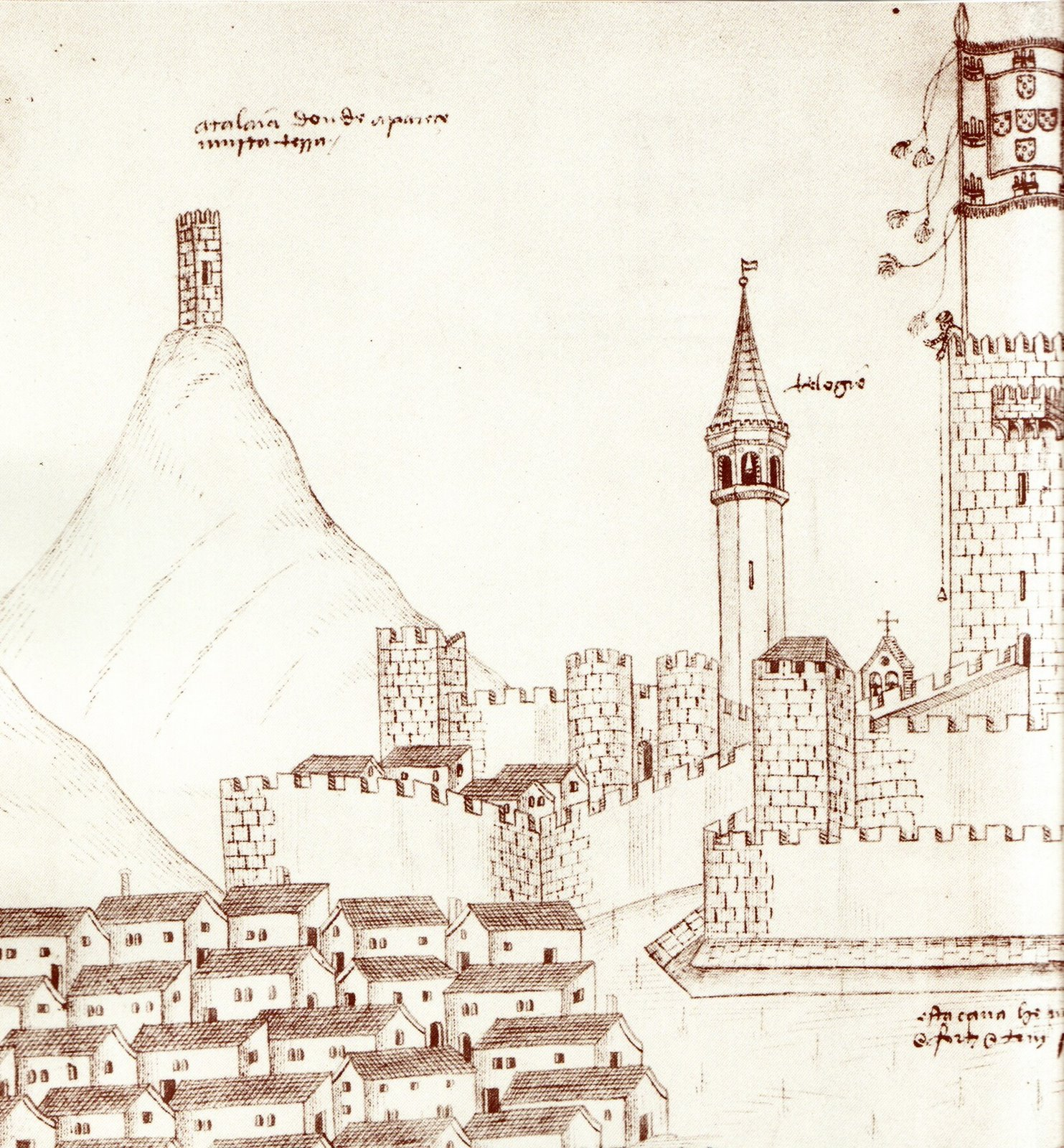
Castelo de Olivença (Duarte d'Armas, 1509): sobre o monte, à esquerda, vê-se uma atalaia.

Atalaia (do árabe "at-talai'a"), em arquitetura militar, é uma torre ou lugar elevado, de onde se vigia o território circundante. Normalmente integra o sistema defensivo de um castelo, sendo distribuídas em lugares estratégicos na área ao redor. Em caso de ameaça, os vigilantes nas atalaias davam avisos ou sinais aos defensores do castelo.
Em Portugal, alguns dos castelos de fins da Idade Média começaram como meras atalaias. Os castelos de Porto de Mós e de Ourém, por exemplo, eram originalmente atalaias destinadas à protecção do Castelo de Leiria.